# Фајф (Вашингтон)
Фајф (енгл. Fife) град је у америчкој савезној држави Вашингтон. По попису становништва из 2010. у њему је живело 9.173 становника.

## Демографија
Према попису становништва из 2010. у граду је живело 9.173 становника, што је 4.389 (91,7%) становника више него 2000. године.
| Група             | 2000.         | 2010.         |
| Белци             | 3.049 (63,7%) | 4.406 (48,0%) |
| Афроамериканци    | 326 (6,8%)    | 749 (8,2%)    |
| Азијати           | 311 (6,5%)    | 1.425 (15,5%) |
| Хиспаноамериканци | 648 (13,5%)   | 1.595 (17,4%) |
| Укупно            | 4.784         | 9.173         |